# Dubai One
Dubai One (antes conocido como Ch33 y luego One TV) es un canal de televisión de entretenimiento panárabe en inglés, propiedad de Dubai Media Incorporated. Fue lanzado el 14 de mayo de 1994 y actualmente está dirigido por Sarah al Jarman. Emite una mezcla de contenido sindicado internacional y producido localmente que atiende tanto a espectadores árabes como no árabes en la región MENA. Comenzó a transmitir en HD en Nilesat 201 el 28 de febrero de 2019.

## Antecedentes
Dubai One transmite contenido occidental subtitulado dirigido a árabes y expatriados que viven en Dubai y en todo el mundo árabe. Si bien la mayor parte de la producción se centraliza en los propios estudios de DMI, el canal tiene su propia gestión, equipo, estructura y estrategia. El flujo de publicidad para él es controlado por Choueiri Group, a través de su subsidiaria MEMS.

## Historia
El canal se lanzó como reemplazo del Canal 33. Dubai One se lanzó el 5 de abril de 2004, con un nuevo nombre con una nueva programación dirigida a la comunidad de expatriados y árabes occidentalizados.

## Programación
Generalmente, Dubai One transmite programación sindicada desde los Estados Unidos y ocasionalmente desde Canadá, el Reino Unido y Australia. Debido a sus asociaciones especiales con Warner Bros. y Walt Disney Studios, el canal ofrece actualmente al menos cuatro películas por día desde las 5 p. m. (GMT) hasta las 12 a. m. (GMT) , y ha proyectado hasta la fecha más de 300 películas. Las películas de Bollywood se proyectan una vez al mes, los jueves a las 7 p. m. (GMT) . Dubai One también repite la programación que ha emitido durante la semana los viernes, conocidos como Catch Up Fridays.
El canal también transmite una variedad de producciones internas, incluidas Ask One, The Victorious, Fashion Diaries, Emirates News, DXB Today, Dubai Eye on One, Shark Tank Dubai, Dubai One Minute, The Astronauts, Bonds for Life, Studio Expo, City Wrap, Dubai 101, Emirati, Guy in Dubai, Her Say, Out & About This Week, Twenty Something, History of The Emirates, The 45 Rules of Divorce, Fashion Star y The London Show. Las producciones anteriores incluyen Emirates 24/7, The Entrepreneur, Miss Farah, World of Sports, Newton's Cradle, Choosing Islam, Peeta Planet, Wild Arabia, Studio One, Expo 2020 Dubai, Expo 2020 Dubai: Infinite Nights, That's Entertainment y Understanding Islam.

## Personal en el aire
- Yunus Saif @yunussaif
- Greg Fairlie @gregfairlie
- Amal Al Jabry
- Dareen Abu Ghaida
- Aishwarya Ajit[2]
- Ray Addison
- Marwan Al Awadhi
- Leila ben Khalifa
- Dina Butti
- Omar Butti
- Graham Clews
- Faraz Javed[3]
- Priyanka Dutt
- Ramia Farage
- Katie Fielder
- Rebecca McLaughlin
- Layne Redman
- Tom Urquhart